# Leeuwenberg (Utrecht)
Leeuwenberg is een stadskasteel in de Nederlandse stad Utrecht.
Dit grote stenen hoofdhuis zonder weerbaar karakter aan de Oudegracht 307 verrees in de eerste helft van de 14e eeuw. Het hoofdhuis telt twee bouwlagen met kelders en is voorzien van een zadeldak. Het 17 meter diepe hoofdhuis is aan de grachtzijde 7 meter breed. Oorspronkelijk is het gebouwd op een perceel dat tot aan de Springweg liep.
Gaandeweg de eeuwen is Leeuwenberg uitgebreid en vele malen verbouwd maar het is nog vrij gaaf met middeleeuwse delen zoals de kapconstructie en werfkelder. In de 15e eeuw is een houten voorgevel vervangen door een zandstenen. Ook is die eeuw een onderkelderd achterhuis aan het hoofdhuis toegevoegd, gevolgd in de 16e eeuw door nog een laag tweede achterhuis. De huidige voorgevel van het hoofdhuis is bij een restauratie in 1985 deels gereconstrueerd naar de 15e-eeuwse zandstenen waarbij kantelen zijn aangebracht. Het huis op Oudegracht nummer 305 wordt ook wel Klein Leeuwenberg genoemd, nummer 305 en 307 kenden daarbij doorgangen.
In de late middeleeuwen was het huis eigendom van de familie Hombout, ook was het in bezit van (familie van) Willem Arntsz. Rond 1500 behoorde het huis toe aan Gijsbert van Leeuwen, de huisnaam is afkomstig van deze familie. In de 20e eeuw was er een drukkerij in het pand gevestigd.

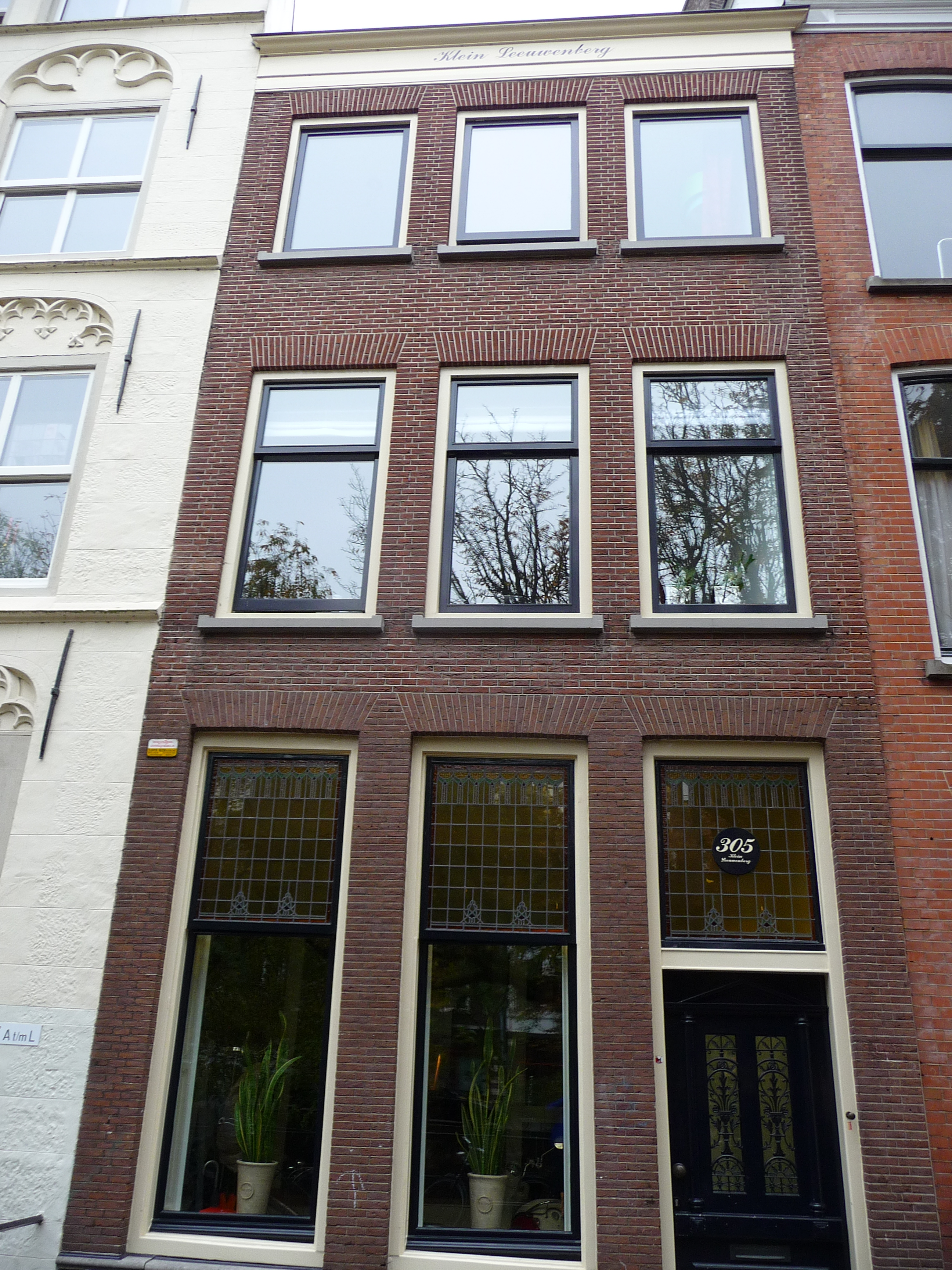
Klein Leeuwenberg op Oudegracht 305.